# Вулиця Клима Чурюмова
Ву́лиця Кли́ма Чурю́мова — вулиця у Святошинському районі міста Києва, житловий масив Академмістечко. Пролягає від Сільської вулиці до вулиці Гетьмана Кирила Розумовського.

## Історія
Вулиця виникла в середині XX століття під назвою Нова, з 1955 року набула назву Яснопольська вулиця.
Сучасна назва з 8 грудня 2022 року - на честь українського астронома Клима Чурюмова.

## Зображення

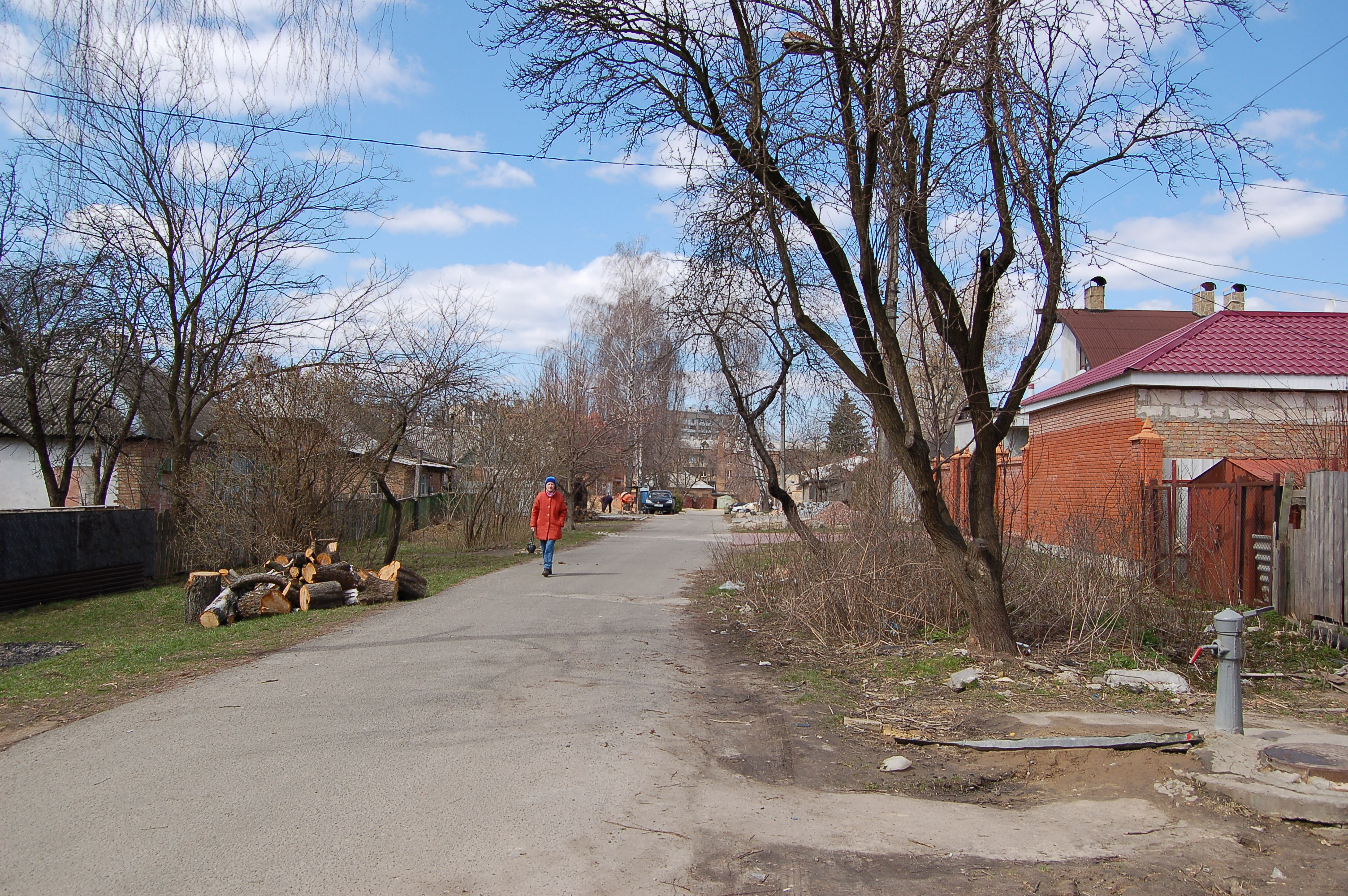
Водяна колонка на вулиці